# Calesia stigmoleuca
Calesia stigmoleuca är en fjärilsart som beskrevs av Achille Guenée 1852. Calesia stigmoleuca ingår i släktet Calesia och familjen nattflyn. Inga underarter finns listade i Catalogue of Life.